# Virslīga (2003)
Sezon 2003 był 12. edycją rozgrywek piłkarskich o mistrzostwo Łotwy.

## Tabela końcowa
|   | Klub                | M  | Z  | R | P  | Br+ | Br- | Br+/- | Pkt |
| - | ------------------- | -- | -- | - | -- | --- | --- | ----- | --- |
| 1 | Skonto Ryga         | 28 | 23 | 4 | 1  | 91  | 9   | 82    | 73  |
| 2 | Liepājas Metalurgs  | 28 | 22 | 2 | 4  | 100 | 29  | 71    | 68  |
| 3 | FK Ventspils        | 28 | 19 | 4 | 5  | 89  | 18  | 71    | 61  |
| 4 | Dinaburg Daugavpils | 28 | 13 | 5 | 10 | 43  | 36  | 7     | 44  |
| 5 | FK Ryga             | 28 | 8  | 5 | 15 | 34  | 63  | -29   | 29  |
| 6 | FK Gauja            | 28 | 6  | 5 | 17 | 27  | 70  | -43   | 23  |
| 7 | Auda Ryga           | 28 | 4  | 1 | 23 | 21  | 88  | -67   | 13  |
| 8 | RKB-Arma Ryga       | 28 | 2  | 4 | 22 | 23  | 115 | -92   | 10  |

## Najlepsi strzelcy
|   | Piłkarz            | Klub               | Gole |
| - | ------------------ | ------------------ | ---- |
| 1 | Viktors Dobrecovs  | Liepājas Metalurgs | 36   |
| 2 | Ģirts Karlsons     | Liepājas Metalurgs | 26   |
| 3 | Māris Verpakovskis | Skonto Ryga        | 22   |
| 4 | Vīts Rimkus        | FK Ventspils       | 20   |
| 5 | Gatis Kalniņš      | Skonto Ryga        | 12   |